# Benculuk
Benculuk is een bestuurslaag in het regentschap Banyuwangi van de provincie Oost-Java, Indonesië. Benculuk telt 12.135 inwoners (volkstelling 2010).